# Susan Koelle Bell
Susan Koelle Bell   (segle XX) és una paleontòloga estatunidenca, especialment cèlebre per la seva obra Classification of Mammals Above the Species Level, escrita conjuntament amb Malcolm C. McKenna. Es tracta d'una obra que classifica tots els mamífers, vivents o extints, coneguts.